# Volksbank Krefeld
Die Volksbank Krefeld eG ist eine Genossenschaftsbank mit Sitz in Krefeld und betreibt das Universalbankgeschäft.

## Geschäftsgebiet
Das Geschäftsgebiet der Volksbank Krefeld eG erstreckt sich mit 18 Geschäftsstellen auf das gesamte Stadtgebiet von Krefeld, Brüggen, Nettetal, Tönisvorst sowie auf Teile der Stadtgebiete von Kempen und Meerbusch. In Duisburg befindet sich eine SB-Geschäftsstelle.

## Geschichte

### Letzte Fusionen zur heutigen Volksbank Krefeld eG
Im Jahre 2000 fusionierte die ehemalige Volksbank Hüls-Tönisvorst eG mit der ehemaligen Volksbank Krefeld von 1897 eG zur heutigen Volksbank Krefeld eG.
Um die Verankerung des neuen Kreditinstitutes in der Region Krefeld hervorzuheben, wurde der Name Volksbank Krefeld eG gewählt. Im Jahre 2012 wurde schließlich die Volksbank Brüggen-Nettetal auf die Volksbank Krefeld verschmolzen.

### Vorherige Fusionen
Die Vorgängerinstitute der Volksbank Krefeld eG, die Volksbank Hüls-Tönisvorst eG, die Volksbank Krefeld von 1897 eG und die Volksbank Brüggen-Nettetal eG, gingen ebenfalls aus verschiedenen fusionierten Instituten hervor.

#### Geschichte der Volksbank Hüls-Tönisvorst eG
Die Volksbank Hüls-Tönisvorst eG hat ihren Ursprung in der am 8. März 1891 gegründeten Hüls-Unter-Benrader Spar- und Darlehnskassen-Verein eGmuH.
Am 21. Mai 1957 stimmte die Generalversammlung für die Änderung des Namens in Spar- und Darlehnskasse Hüls eGmuH, Hüls bei Krefeld. Die Rechtsform der Genossenschaft wurde 1963 in die einer eGmbH umgewandelt. Die Mitgliederzahl entwickelte sich zwischen 1948 und 1965 von 130 auf 460 Mitglieder (1954: 176; 1960: 260).
1968 konnte die Kreditgenossenschaft erstmals ein eigenes Gebäude erwerben. 1973 wurde auf der Krefelder Straße in Hüls die erste Zweigstelle eröffnet.
Die seit 1976 als Raiffeisenbank Hüls eG firmierende Genossenschaft übernahm 1977 von der Volksbank Kerken eG die Geschäftsstelle Tönisberg. Im gleichen Jahr begannen die Bauarbeiten für ein neues Bankgebäude in der Tönisberger Straße, das ein Jahr später bezogen werden konnte. 1983 verschmolz die Raiffeisenbank Hüls mit der am 18. März 1921 gegründeten Landwirtschaftlichen Bezugs- und Absatzgenossenschaft Hüls eG sowie mit der Volksbank St. Hubert eG. Diese wurde am 12. Juni 1891 – im selben Jahr wie die Hülser Kreditgenossenschaft – von 37 Einwohnern im Gasthaus von Heinrich Greven als St. Huberter Spar- und Darlehnskassen-Verein eGmuH gegründet. 
Bereits 1925 übernahm die St. Huberter Kreditgenossenschaft die Ländliche Bezugs- und Absatzgenossenschaft St. Hubert. In jenem Jahr hatte die Kreditgenossenschaft 103 Mitglieder, 1948 53 Mitglieder. 1928 wurde die Bezeichnung „Verein“ aus der Firmierung gestrichen.
1954 beteiligte sich die Spar- und Darlehnskasse an der neu gegründeten Kreis-Kempener Edelobstzentrale eGmbH, welche sie schließlich 1957 übernahm. Ein Jahr nach der Übernahme änderte die Genossenschaft ihre Rechtsform in die der eGmbH.

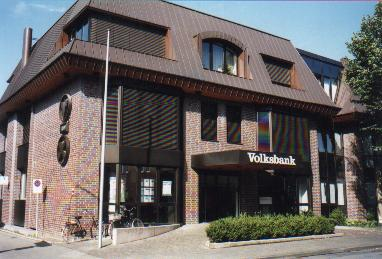
Geschäftsstelle Hüls der Volksbank Krefeld eG

1961 übernahm die St. Huberter Genossenschaft die Nachbargenossenschaft Orbroich (gegr. 29. Januar 1895) und 1965 die Ländliche Bezugs- und Absatzgenossenschaft Kempen-Schmalbroich, welche bereits 1950 die Bäuerliche Werkgenossenschaft Schmalbroich (gegr. 28. Februar 1935) übernommen hatte. Von 1954 wuchs die Mitgliederzahl von 108 auf 343 im Jahr 1965. 1960 hatte die Genossenschaft 218 Mitglieder. 
1975 firmierte die Kreditgenossenschaft in Volksbank St. Hubert eG um. 1983 firmierte die Genossenschaft als Raiffeisen-Volksbank Hüls-St. Hubert um. 
1992 übernahm die Raiffeisen-Volksbank Hüls-St. Hubert die Volksbank Vorst eG sowie die Volksbank St. Tönis eG. Es entstand die Volksbank Hüls-Tönisvorst eG.
Vier Jahre später folgte die Fusion mit der Raiffeisenbank Uerding-Fischeln eG, welche auf eine Genossenschaft aus Uerdingen zurückgeht und 1987 die am 1. Juli 1904 gegründete Spar- und Darlehnskasse Fischeln eG übernommen hatte, welche am 1. Juni 1904 als Fischelner Spar- und Darlehnskassen-Verein gegründet worden war.
Der Name Volksbank Hüls-Tönisvorst eG blieb erhalten.

#### Geschichte der Volksbank Krefeld von 1897 eG
Die Volksbank Krefeld von 1897 eG hat ihren Ursprung in der am 13. Mai 1897 gegründeten Innungsbank eGmbH.
1918 änderte die Bank ihren Namen in Bank für Gewerbe und Hausbesitz eGmbH. 1897 hatte die Genossenschaft 101 Mitglieder. Die Zahl stieg bis 1921 auf 742.
1922 wurde der Namen in Gewerbe- & Handelsbank eGmbH Krefeld geändert.
Während der Währungsreform 1923 war die Gewerbe- und Handelsbank das einzige Kreditinstitut in Krefeld, das bei der Einführung der Reichsmark weiterhin Kundengelder entgegennahm. Zwischen 20 und 25 Mitarbeiter waren Tag und Nacht damit beschäftigt, das körbeweise angelieferte Papiergeld zu sortieren. Zeitgleich musste das Notgeld an den Ausgabeort gebracht und in Reichsmark zurückgetauscht werden. 
1924 hatte die Genossenschaft 815 Mitglieder.
1926/27 schloss die Genossenschaft 67 Mitglieder aus, da diese der wiederholten Aufforderung zur pflichtmäßigen Einzahlung auf den neuen Goldmarkanteil nicht nachgekommen waren. Zwischen 1925 (814 Mitglieder) und 1931 (541 Mitglieder) verlor die Bank ein Drittel ihrer Kunden, da viele Mitglieder den satzungsmäßigen Verpflichtungen nicht nachkommen konnten.
Diese Mitgliederentwicklung führte für die Genossenschaftsbank zu existenziellen Schwierigkeiten, so dass die Erfolgsquote bei der Werbung um neue Mitglieder entscheidend für die weitere Entwicklung der Genossenschaft wurde.
Ihre Werbung richtete die Kreditgenossenschaft u. a. an andere Genossenschaften, an Innungen, den Haus- und Grundbesitzerverein sowie an Einzelhändler. Die Werbekampagnen der Kreditgenossenschaft stießen scheinbar auf positive Resonanz, da sich der Mitgliederbestand vergrößerte.
1928 konnte bereits die Fassade des Innungshauses erneuert werden und den Mitarbeitern ein Weihnachtsgeld in der Höhe eines halben Monatsgehaltes gezahlt werden.
Die schwierige wirtschaftliche Lage stellte die Genossenschaft 1929 vor neue Herausforderungen. Infolge des Umstrukturierungsgesetzes vom 29. Juli 1929 – durch das Krefeld zur Doppelstadt Krefeld-Uerdingen vergrößert wurde – war die Bevölkerungszahl im Geschäftsgebiet der Kreditgenossenschaft gestiegen. Um den potentiellen neuen Kunden ihren Service anbieten zu können, musste das Bankgeschäft umstrukturiert werden. 
Die schwere Bankenkrise 1931 überstand die Kreditgenossenschaft relativ unbeschadet.
1932 wurde der Name mit dem Zusatz „Bank und Sparkasse des Mittelstandes“ erweitert. Hierin spiegelt sich die verstärkte Hinwendung zum Sparkassengeschäft – in den Geschäftsberichten 1933 und 1934 findet sich der Name „Gewerbe- und Handelsbank eGmbH Krefeld - Sparkasse des Mittelstandes“. 1936 wurde der Zusatz „Mittelstand“ gestrichen. Zudem setzte sich immer mehr die Bezeichnung „Volksbank“ durch.
1940 wurde der Zusatz „Sparkasse seit 1897“ in „Sparbank seit 1897“ geändert, da der Verband nach Kriegsende die Bezeichnung „Sparkasse“ verbieten wollte. So einigten sich Vorstand und Aufsichtsrat in einer Sitzung am 11. Oktober 1940, den Namenszusatz sofort zu streichen. 
Das eigentliche Ziel des Rheinischen Genossenschaftsverbandes in Köln, die Firmierung „Volksbank“ durchzusetzen, fand im Aufsichtsrat keine Mehrheit. 1942 wurde der Name schließlich in Volksbank Krefeld eGmbH geändert. Kriegsbedingt war ab 1942 kein normaler Geschäftsverkehr mehr möglich. Die praktische Umsetzung der Umfirmierung in „Volksbank“ scheiterte schließlich an der Schwierigkeit, Buchstaben und ein Volksbankabzeichen für die Hausbeschriftung zu beschaffen. Nach einem Bombenangriff im Jahr 1943 musste die Genossenschaft die alten repräsentativen Geschäftsräume in der Friedrichstraße aufgeben. Das Bankgeschäft wurde zunächst in den Räumen der Deutschen Bank weitergeführt. 
Nach Einzug der amerikanischen Alliierten wurden alle Bankinstitute in Krefeld geschlossen. Am 19. März 1945 genehmigte die Militärregierung der Genossenschaft die Wiederaufnahme des Bankgeschäftes. 
1949 bezog die Genossenschaftsbank ein Gebäude in der Friedrichstraße, das Haus der Städtischen Sparkasse gegenüber der ehemaligen Repräsentanz. Am 21. März 1949 beschloss die Generalversammlung den Wiederaufbau des alten Bankgebäudes Friedrichstraße 25, in dem die heutige Volksbank Krefeld eG ihren Sitz hat. Bereits 1956 konnte das Gebäude wieder bezogen werden.
1969 wurde die erste Geschäftsstelle in der Gladbacher Straße im Gebäude des Obermeisters der Fleischerinnung eröffnet.
1975 wurde diese Zweigstelle in einen Neubau auf der Ecke Gladbacher Straße/Buchenstraße verlegt. Zwei weitere Geschäftsstellen wurden 1970 in Oppum (Maybachstraße) und in Linn (Hafenstraße) eröffnet.
Ein Jahr später folgte die Eröffnung der Geschäftsstelle Oppumer Straße/Ecke Florastraße.
Die Geschäftsstelle Bockum (Uerdinger Straße) nahm am 21. Februar 1975 den Geschäftsbetrieb auf.
Von 1979 bis 1983 konnte die Bank einen Bilanzzuwachs von fast 60 Prozent (1979: 159,9 Mio. DM; 1983: 255,6 Mio. DM) und einen Mitgliederzuwachs von ca. 22 Prozent (1979: 5.137 Mitglieder; 1983: 6.275 Mitglieder) verzeichnen. 1993 bilanzierte die Genossenschaftsbank 214,058 Mio. DM. Die Zahl der Genossen betrug 5.470.

#### Geschichte der Volksbank Brüggen-Nettetal eG
Die Volksbank Brüggen-Nettetal eG hat ihren Ursprung in dem am 3. Januar 1895 gegründeten Lobbericher Spar- und Darlehenskassen-Verein eGmuH (eingetragene Genossenschaft mit unbeschränkter Haftung).
Zudem wurde der Hinsbecker Spar- und Darlehenskassen-Verein 1895 in der Rechtsform einer eingetragenen Genossenschaft mit unbeschränkter Haftpflicht gegründet. Zwei Monate später hatte der Verein schon 75 Mitglieder. Jedoch erlitt der Verein auch negative Zeiten, in dem er um eine Existenz kämpfen musste.
Am 18. November 1896 wurde der Borner Spar- und Darlehenskassen-Verein eGmuH gegründet und wies einen Mitgliederbestand von 63 auf.
Sechs Monate später kam es zur Gründung des Brachter Spar- und Darlehenskassen-Vereins.
Der Spar- und Darlehenskassen-Verein Breyell wurde 1897 im Haus des ersten Rendanten Theodor Thoneick gegründet. Die Geschäftsstelle befand sich in diesem Gebäude bis 1920. Bei der Gründung gab es ein vorgedrucktes Protokoll mit Textlücken, das vermutlich vom Rheinischen Bauern-Kredit-Verein GmbH in Kempen herausgegeben wurde.
Der Erste Weltkrieg hatte so gut wie keinen Einfluss auf die Mitgliederzahlen des Breyeller Spar- und Darlehenskassenvereins. Dagegen spiegelt sich der Erste Weltkrieg deutlich in den Bilanzzahlen wider. Einnahmen und Ausgaben waren bei Kriegsende etwa viermal so hoch wie bei Kriegsbeginn. Der Grund liegt in der schon begonnenen Geldentwertung.
Durch die Unterzeichnung der Statuten von 25 Interessenten, bildete sich am 26. November 1899 der Leuther Spar- und Darlehenskassen-Verein eGmuH. 
1900 entschlossen sich Brüggener Bürger zur Gründung der Brüggener Spar- und Darlehenskassen-Vereins eGmuH.
Am 6. Februar 1905 wurde der Spar- und Darlehenskassen-Verein Kaldenkirchen in der Gastwirtschaft Küppers an der Kehrstraße gegründet.
Die Brachter, Brüggener und Borner Spar- und Darlehenskassen-Vereine waren in den ersten Jahren die Alleinigen vor Ort und ihr Wirkungskreis war nur auf Mitglieder beschränkt. Die Spar- und Darlehenskasse Schaag eGmuH wurde 1913 gegründet.
Am 29. August 1924 wurden Gesetze zur Ordnung des Geld- und Währungswesens verabschiedet. Neue Währungseinheit in Deutschland wurde die Reichsmark. Die meisten Genossenschaftsbanken hatten kein eigenes Vermögen mehr und standen ohne Fremdmittel da. Obwohl auch die genossenschaftlichen Zentralkassen wieder von vorne anfangen mussten, versuchten sie ihren Mitgliedern zu helfen, allerdings zu happigen Konditionen.
Um 1920 wurde die Firmenbezeichnung aufgrund der geänderten Rechtsform von „Spar- und Darlehenskassen-Verein“ auf „Spar- und Darlehenskasse“ verändert. Zum Beispiel wurde 1923 in der Generalversammlung des Lobbericher Spar- und Darlehenskassen-Verein die Umfirmierung in „Lobbericher Bank eGmuH zu Lobberich“ beschlossen. Des Weiteren wurde bei der Generalversammlung der Spar- und Darlehenskasse Bracht um 1928 ein neuer Name der Firma „Spar- und Darlehenskasse eGmuH zu Bracht Niederrhein“ mit einstimmiger Mehrheit angenommen.
1955 wurde der Name „Spar- und Darlehenskasse“ in „Raiffeisenkasse“ verändert.
Im Jahre 1969 eröffnete die Verschmelzung der Raiffeisenkasse Brüggen in die Spar- und Darlehenskasse Born das Treiben der Fusionen von Genossenschaftsbanken am Niederrhein. Die Firma einigte sich auf den Namen Spar- und Kreditbank Brüggen-Born.
Um 1970 fusionierte die Spar- und Kreditbank eGmbH Breyell, wie schon vorhergesehen, mit der Spar- und Darlehenskasse Bracht eGmbH zur Spar- und Kreditbank Nettetal. Sechs Jahre später schloss sich die Spar- und Darlehenskasse Schaag eG dieser an.
Bei der Generalversammlung am 8. November 1974 firmierte die vorherige Spar- und Darlehenskasse Hinsbeck eGmbH als Spar- und Darlehenskasse Hinsbeck eG, Nettetal. Schon 1975 fanden Fusionsgespräche mit Nachbarkreditgenossenschaften statt. 1976 stimmte die Hinsbecker Generalversammlung dem Zusammenschluss mit der Spar- und Darlehenskasse Lobberich eG zu. Die neue Firma lautet nunmehr: Volksbank Nettetal eG. Im Jahre 1977 fusionierte diese mit der Leuther Spar- und Darlehenskasse eGmbH. werdenden Wettbewerbes, kam es am 2. Juni 1989 zu einer Verschmelzung der Spar- und Kreditbank Brüggen-Born mit der Spar- und Kreditbank Nettetal. Beide Banken einigten such auf den Namen der Spar- und Kreditbank Brüggen-Nettetal eG.
Der Schwerpunkt der Aktivitäten der Spar- und Kreditbank Brüggen-Nettetal eG ist der regionale Markt, was den Blick auf darüber hinausgehende Märkte aber nicht verschließen darf. Den ersten Schritt machte man mit der Verschmelzung der Raiffeisenbank Nettetal eG (Kaldenkirchen) 1997. Es folgten dann 1999 die Verschmelzungen der Institute Hinsbeck, Leuth und Lobberich zur Volksbank Brüggen-Nettetal eG.

## Engagement und soziale Verantwortung
Die Ansätze der Genossenschaftsbanken gehen auf die Grundsätze der Selbsthilfe, Selbstverantwortung und Selbstverwaltung von Franz Hermann Schulze-Delitzsch und Friedrich Wilhelm Raiffeisen aus der Mitte des 19. Jahrhunderts zurück.
Geprägt durch diesen Genossenschaftsgedanken engagiert sich die Volksbank Krefeld eG in der Region für soziale Projekte sowie für Kunst, Kultur, Sport, Jugend und Freizeit.